# Norimasa Atsukawa
Norimasa Atsukawa (熱川 徳政 Atsukawa Norimasa?), född 31 maj 1995 i Shizuoka prefektur, är en japansk fotbollsspelare.
Atsukawa började sin karriär 2018 i Azul Claro Numazu. Han spelade 47 ligamatcher för klubben.